# King of the Damned
Pour plus de détails, voir Fiche technique et Distribution.
King of the Damned est un film britannique réalisé par Walter Forde, sorti en 1935.

## Fiche technique[1]
- Titre : King of the Damned
- Réalisation : Walter Forde
- Scénario : Sidney Gilliat et Charles Bennett d'après la pièce de John Chancellor
- Costumes : Elsa Schiaparelli
- Photographie : Bernard Knowles
- Pays de production: Royaume-Uni
- Format : Noir et blanc - 1,37:1
- Genre : drame
- Date de sortie : 1935

## Distribution
- Conrad Veidt : Convict 83
- Helen Vinson : Anna Courvin
- Noah Beery : Mooche
- Cecil Ramage (en) : Major Ramon Montez
- Edmund Willard (en) : le Grec
- Percy Parsons (en) : Lumberjack
- Peter Croft : Boy Convict
- Raymond Lovell (en) : Capitaine Torres
- C. M. Hallard (en) : Commandant Courvin
- Allan Jeayes : Dr Prada
- Percy Walsh (en) : Capitaine Perez
- Gibson Gowland : le Prêtre